# Jean-Baptiste Pham Minh Mân
Jean-Baptiste Phạm Minh Mẫn (nascut el 5 de març de 1934) és un cardenal vietnamita de l'Església catòlica, actualment arquebisbe emèrit de Ciutat de Ho Chi Minh.

## Biografia
Nascut a Cà Mau, Mẫn estudià a Cần Thơ i a Saigon, sent ordenat prevere el 25 de maig de 1965, servint a la diòcesi de Cần Thơ i ensenyant al seminari menor de Cai Rang.
Després del final de la guerra del Vietnam i de la instauració del règim comunista al 1975, l'església vietnamita va ser perseguida i els seminaris van ser tancats. Durant aquest període, Mẫn va ser responsable de la formació dels preveres. Al 1988, quan sis seminaris majors van poder reobrir, esdevingué rector d'un.
El 22 de març de 1993 va ser nomenat bisbe coadjutor de Mỹ Tho, sent consagrat l'11 d'agost següent. Va ser promogut a arquebisbe de Ciutat de Ho Chi Minh l'1 de març de 1998, després de 3 anys d'estar vacant. Oficià una missa a La Vang al 1998 pel bicentenari de l'aparició de la Mare de Déu, la major celebració catòlica al Vietnam mai feta.
Mẫn va ser elevat al Col·legi Cardenalici al consistori del 21 d'octubre de 2003 pel Papa Joan Pau II, amb el títol de cardenal prevere de S. Giustino; i va ser un dels cardenals electors que participaren en el conclave de 2005 que tria el Papa Benet XVI.
En el si de la Cúria Pontifícia és membre de les congregacions pel Culte Diví i la Disciplina dels Sagraments i per l'Evangelització dels Pobles.
El 7 de març de 2013, Mẫn va ser el darrer cardenal que arribà a Roma per assistir a conclave de 2013 per seleccionar el successor de Benet XVI, que escollí el Papa Francesc.
El 28 de setembre de 2013 el Papa Francesc nomenà el bisbe Paul Bùi Văn Đọc, que prèviament servia com a bisbe de Mỹ Tho, com a arquebisbe coadjutor de Ho Chi Minh.
El 22 de març de 2014, el Papa Francesc acceptà la dimissió del cardenal Mẫn en arribar a l'edat límit. L'arquebisbe coadjutor Paul Bùi Văn Đọc el succeí com a arquebisbe de Ho Chi Minh City.